# Clasificación para el Campeonato de Europa Sub-19 de la UEFA 2024
La Clasificación para el Campeonato Europeo de la UEFA Sub-19 de 2024 fue una competición de fútbol masculino sub-19 que determinó los siete equipos que se unieron a la anfitriona automáticamente clasificada,  Irlanda del Norte, en la fase final del campeonato.
La Fase de clasificación inició en octubre de 2023, y finalizó en noviembre del mismo año. La Fase Élite se jugó del 20 al 24 de marzo de 2024.
Los jugadores nacidos a partir del 1 de enero de 2005 son elegibles para participar.

## Formato
La competición clasificatoria constó de las siguientes dos rondas:
- Ronda de clasificación: Aparte de Portugal, que recibe un pase a la ronda élite como el equipo con el coeficiente de clasificación más alto, los 52 equipos restantes se dividen en 13 grupos de cuatro equipos. Cada grupo se juega en formato de todos contra todos en uno de los equipos seleccionados como anfitriones después del sorteo. Los 13 ganadores de grupo, los 13 subcampeones y el tercer equipo con el mejor récord frente al primer y segundo equipo de su grupo avanzan a la ronda élite.
- Ronda élite: los 28 equipos se dividen en siete grupos de cuatro equipos. Cada grupo se juega en formato de todos contra todos en uno de los equipos seleccionados como anfitriones después del sorteo. Los siete ganadores de grupo se clasifican para el torneo final.

## Ronda de clasificación
La Ronda de clasificación se inició en octubre de 2023, y finalizó el 21 de noviembre del mismo año.

### Grupo 1
| Equipo      | Pts | PJ | PG | PE | PP | GF | GC | Dif |
| ----------- | --- | -- | -- | -- | -- | -- | -- | --- |
| Dinamarca   | 7   | 3  | 2  | 1  | 0  | 7  | 2  | +5  |
| Francia (H) | 6   | 3  | 2  | 0  | 1  | 4  | 2  | +2  |
| Islandia    | 4   | 3  | 1  | 1  | 1  | 4  | 2  | +2  |
| Estonia     | 0   | 3  | 0  | 0  | 3  | 0  | 9  | −9  |

| 15 de noviembre de 2023 | Islandia        | 1:1 (1:1) | Dinamarca             | Stade de la Source, Orleans |                             |
| 15:00                   | - Fjeldsted 44' | Reporte   | - Andreasen 7' (pen.) | Árbitro(s): Daniel Schlager | Árbitro(s): Daniel Schlager |

| 15 de noviembre de 2023 | Francia                         | 2:0 (1:0) | Estonia | Stade Marcel Garcin, Orleans |                             |
| 18:00                   | - Doué 22' - Jacquet 55' (pen.) | Reporte   |         | Árbitro(s): Miguel Nogueira  | Árbitro(s): Miguel Nogueira |

| 18 de noviembre de 2023 | Dinamarca                                            | 4:0 (1:0) | Estonia | Stade de la Source, Orleans |                             |
| 15:00                   | - Andreasen 45', 53' - Froholdt 90' - Bischoff 90+2' | Reporte   |         | Árbitro(s): Miguel Nogueira | Árbitro(s): Miguel Nogueira |

| 18 de noviembre de 2023 | Francia              | 1:0 (0:0) | Islandia | Stade Marcel Garcin, Orleans, |                        |
| 18:00                   | - Orrason 89' (o.g.) | Reporte   |          | Árbitro(s): Jan Petrik        | Árbitro(s): Jan Petrik |

| 21 de noviembre de 2023 | Dinamarca                     | 2:1 (1:1) | Francia        | Stade de la Source, Orleans |                             |
| 15:00                   | - Daghim 39' - O. Højlund 63' | Reporte   | - Soumahoro 3' | Árbitro(s): Daniel Schlager | Árbitro(s): Daniel Schlager |

| 21 de noviembre de 2023 | Estonia | 0:3 (0:0) | Islandia                                        | Stade Marcel Garcin, Orleans |                        |
| 15:00                   |         | Reporte   | - Andresson 49' (pen.), 68' - Thorsteinsson 61' | Árbitro(s): Jan Petrik       | Árbitro(s): Jan Petrik |

### Grupo 2
| Equipo      | Pts | PJ | PG | PE | PP | GF | GC | Dif |
| ----------- | --- | -- | -- | -- | -- | -- | -- | --- |
| Noruega     | 9   | 3  | 3  | 0  | 0  | 15 | 1  | 14  |
| Letonia (H) | 4   | 3  | 1  | 1  | 1  | 9  | 4  | 5   |
| Hungría     | 4   | 3  | 1  | 1  | 2  | 8  | 3  | 5   |
| Gibraltar   | 0   | 3  | 0  | 0  | 3  | 0  | 24 | -24 |

| 11 de octubre de 2023 | Noruega | 10:0 (5:0) | Gibraltar | LNK Sporta Parks 2, Riga  |                           |
| 13:00                 | - Pedersen 22' - Egeli 24', 39' - Faraas 35', 42' - Hjertø Dahl 52' - Andresen 56' - Bang-Kittilsen 57' - Kjelsen 63', 84' | Reporte    |           | Árbitro(s): Michal Ocenáš | Árbitro(s): Michal Ocenáš |

| 11 de octubre de 2023 | Letonia        | 1:1 (0:0) | Hungría            | SB Arkadija, Riga               |                                 |
| 17:00                 | - Cēsnieks 55' | Reporte   | - Major 47' (pen.) | Árbitro(s): Evangelos Manouchos | Árbitro(s): Evangelos Manouchos |

| 14 de octubre de 2023 | Hungría                                                            | 6:0 (3:0) | Gibraltar | LNK Sporta Parks 2, Riga    |                             |
| 13:00                 | - Szűcs 2' - Vingler 12' - Mohos 29' (pen.), 68' - Klausz 83', 84' | Reporte   |           | Árbitro(s): Miloš Milanović | Árbitro(s): Miloš Milanović |

| 14 de octubre de 2023 | Noruega                                       | 3:0 (1:0) | Letonia | SB Arkadija, Riga         |                           |
| 17:00                 | - Faraas 35' - Egeli 77' - Bang-Kittilsen 89' | Reporte   |         | Árbitro(s): Michal Ocenáš | Árbitro(s): Michal Ocenáš |

| 17 de octubre de 2023 | Hungría      | 1:2 (0:0) | Noruega                  | LNK Sporta Parks 2, Riga        |                                 |
| 13:00                 | - Klausz 85' | Reporte   | - Egeli 51' - Faraas 57' | Árbitro(s): Evangelos Manouchos | Árbitro(s): Evangelos Manouchos |

| 17 de octubre de 2023 | Gibraltar | 0:8 (0:5) | Letonia                                                                              | SB Arkadija, Riga         |                           |
| 13:00                 |           | Reporte   | - Grabovskis 2', 22', 31', 74' - Bočs 6' - Patrikejevs 40', 54' (pen.) - Evelons 64' | Árbitro(s): Michal Ocenáš | Árbitro(s): Michal Ocenáš |

### Grupo 3
| Equipo       | Pts | PJ | PG | PE | PP | GF | GC | Dif |
| ------------ | --- | -- | -- | -- | -- | -- | -- | --- |
| Escocia      | 7   | 3  | 2  | 1  | 0  | 5  | 2  | +3  |
| Serbia       | 4   | 3  | 1  | 1  | 1  | 2  | 2  | 0   |
| Andorra      | 3   | 3  | 1  | 0  | 2  | 3  | 5  | −2  |
| Bulgaria (H) | 2   | 3  | 0  | 2  | 1  | 1  | 2  | −1  |

| 15 de noviembre de 2023 | Serbia          | 1:0 (1:0) | Andorra | Albena 1, Albena            |                             |
| 10:00                   | - Sremčević 15' | Reporte   |         | Árbitro(s): Gustavo Correia | Árbitro(s): Gustavo Correia |

| 15 de noviembre de 2023 | Bulgaria | 0:0     | Escocia | Stadion Spartak, Varna      |                             |
| 13:30                   |          | Reporte |         | Árbitro(s): Andreas Argyrou | Árbitro(s): Andreas Argyrou |

| 18 de noviembre de 2023 | Serbia | 0:0     | Bulgaria | Stadion Spartak, Varna |                  |
| 10:00                   |        | Reporte |          | Árbitro(s): [[]]       | Árbitro(s): [[]] |

| 18 de noviembre de 2023 | Escocia                                 | 3:1 (1:0) | Andorra      | Albena 1, Albena |                  |
| 13:30                   | - Wilson 35' - Sharpe 60' - Jackson 74' | Reporte   | - Carrau 49' | Árbitro(s): [[]] | Árbitro(s): [[]] |

| 21 de noviembre de 2023 | Escocia                       | 2:1 (1:0) | Serbia            | Stadion Spartak, Varna |                  |
| 13:30                   | - MacKenzie 42' - Bavidge 90' | Reporte   | - Milošević 90+6' | Árbitro(s): [[]]       | Árbitro(s): [[]] |

| 21 de noviembre de 2023 | Andorra                       | 2:1 (0:1) | Bulgaria       | Albena 1, Albena |                  |
| 13:30                   | - Borra Font 51' - Molins 65' | Reporte   | - Georgiev 42' | Árbitro(s): [[]] | Árbitro(s): [[]] |

### Grupo 4
| Equipo        | Pts | PJ | PG | PE | PP | GF | GC | Dif |
| ------------- | --- | -- | -- | -- | -- | -- | -- | --- |
| Suiza         | 9   | 3  | 3  | 0  | 0  | 7  | 1  | +6  |
| Italia        | 4   | 3  | 1  | 1  | 1  | 9  | 3  | +6  |
| Suecia (H)    | 2   | 3  | 0  | 2  | 1  | 3  | 4  | −1  |
| Liechtenstein | 1   | 3  | 0  | 1  | 2  | 0  | 11 | −11 |

| 15 de noviembre de 2023 | Italia                                                                   | 7:0 (2:0) | Liechtenstein | Borås Arena, Borås |                  |
| 13:00                   | - Mannini 9' - Vacca 19' - Anghelè 57', 68', 84' - Lipani 64' - Amey 66' | Reporte   |               | Árbitro(s): [[]]   | Árbitro(s): [[]] |

| 15 de noviembre de 2023 | Suiza                   | 2:1 (2:1) | Suecia              | Borås Arena, Borås     |                        |
| 18:00                   | - Henchoz 3' - Ogbus 6' | Reporte   | - Madjed 13' (pen.) | Árbitro(s): Yigal Frid | Árbitro(s): Yigal Frid |

| 18 de noviembre de 2023 | Italia | 0:1 (0:0) | Suiza       | Borås Arena, Borås |                  |
| 13:00                   |        | Reporte   | - Ligue 66' | Árbitro(s): [[]]   | Árbitro(s): [[]] |

| 18 de noviembre de 2023 | Suecia | 0:0     | Liechtenstein | Borås Arena, Borås |                  |
| 18:00                   |        | Reporte |               | Árbitro(s): [[]]   | Árbitro(s): [[]] |

| 21 de noviembre de 2023 | Suecia                   | 2:2 (1:1) | Italia                   | Borås Arena, Borås |                  |
| 18:00                   | - Stroud 23' - Ayari 84' | Reporte   | - Pafundi 2', 52' (pen.) | Árbitro(s): [[]]   | Árbitro(s): [[]] |

| 21 de noviembre de 2023 | Liechtenstein | 0:4 (0:1) | Suiza                                                   | Borås Arena, Borås             |                                |
| 18:00                   |               | Reporte   | - Ligue 26' - Ouattara 75' - Bajrami 87' - Seiler 90+2' | Árbitro(s): Damian Sylwestrzak | Árbitro(s): Damian Sylwestrzak |

### Grupo 5
| Equipo              | Pts | PJ | PG | PE | PP | GF | GC | Dif |
| ------------------- | --- | -- | -- | -- | -- | -- | -- | --- |
| Alemania            | 7   | 3  | 2  | 1  | 0  | 12 | 4  | 8   |
| Macedonia del Norte | 4   | 3  | 1  | 1  | 1  | 4  | 4  | 0   |
| Polonia (H)         | 4   | 3  | 1  | 1  | 1  | 6  | 5  | 1   |
| Kazajistán          | 1   | 3  | 0  | 1  | 2  | 1  | 10 | -9  |

| 11 de octubre de 2023 | Alemania                                                             | 6:0 (3:0) | Kazajistán | Stadion Miejski w Inowrocławiu, Inowrocław |                                   |
| 15:00                 | - Lubach 25' - Pejcinovic 30', 69' - Kömür 45', 60' - Bornschein 77' | Reporte   |            | Árbitro(s): Helgi Mikael Jónasson          | Árbitro(s): Helgi Mikael Jónasson |

| 11 de octubre de 2023 | Macedonia del Norte            | 2:0 (1:0) | Polonia | Stadium im. G. Duneckiego, Toruń |                         |
| 16:00                 | - Velichkovski 12' - Elmas 70' | Reporte   |         | Árbitro(s): Tomas Klima          | Árbitro(s): Tomas Klima |

| 14 de octubre de 2023 | Polonia                              | 3:0 (2:0) | Kazajistán | Stadion Miejski w Inowrocławiu, Inowrocław |                                   |
| 13:15                 | - Dziuba 24' - Śmiglewski 45+1', 59' | Reporte   |            | Árbitro(s): Helgi Mikael Jónasson          | Árbitro(s): Helgi Mikael Jónasson |

| 14 de octubre de 2023 | Alemania                            | 3:1 (0:0) | Macedonia del Norte | Bydgoszcz Stadium, Bydgoszcz    |                                 |
| 15:30                 | - Pejčinović 57' - Bischof 67', 75' | Reporte   | - Gjorgievski 63'   | Árbitro(s): Sander Van Der Eijk | Árbitro(s): Sander Van Der Eijk |

| 17 de octubre de 2023 | Polonia                                 | 3:3 (2:1) | Alemania                                  | Bydgoszcz Stadium, Bydgoszcz    |                                 |
| 15:30                 | - Nsangou 14' (pen.) - Drachal 24', 78' | Reporte   | - Krattenmacher 22' - Pejčinović 59', 83' | Árbitro(s): Sander Van Der Eijk | Árbitro(s): Sander Van Der Eijk |

| 17 de octubre de 2023 | Kazajistán           | 1:1 (1:0) | Macedonia del Norte | Stadium im. G. Duneckiego, Toruń |                         |
| 15:30                 | - Mukhametkhanov 25' | Reporte   | - Zendelovski 81'   | Árbitro(s): Tomas Klima          | Árbitro(s): Tomas Klima |

1. 1 2  Clasificado en base a resultado obtenido entre ellos. Triunfo de Macedonia del Norte sobre Polonia.

### Grupo 6
| Equipo      | Pts | PJ | PG | PE | PP | GF | GC | Dif |
| ----------- | --- | -- | -- | -- | -- | -- | -- | --- |
| España      | 9   | 3  | 3  | 0  | 0  | 11 | 0  | +11 |
| Georgia (H) | 6   | 3  | 2  | 0  | 1  | 4  | 5  | −1  |
| Chipre      | 3   | 3  | 1  | 0  | 2  | 1  | 4  | −3  |
| Moldavia    | 0   | 3  | 0  | 0  | 3  | 1  | 8  | −7  |

| 15 de noviembre de 2023 | Chipre | 0:2 (0:1) | Georgia                             | Mikheil Meskhi Stadium, Tbilisi |                             |
| 15:00                   |        | Reporte   | - Berelidze 23' - Lordkipanidze 81' | Árbitro(s): Nenad Minakovic     | Árbitro(s): Nenad Minakovic |

| 15 de noviembre de 2023 | España                                                  | 5:0 (1:0) | Moldavia | Mikheil Meskhi Stadium, Tbilisi |                              |
| 13:00                   | - Keddari 34' - Gasiorowski 49', 73', 82' - Sánchez 75' | Reporte   |          | Árbitro(s): Donald Robertson    | Árbitro(s): Donald Robertson |

| 18 de noviembre de 2023 | Georgia                   | 2:1 (1:1) | Moldavia    | Mikheil Meskhi Stadium, Tbilisi |                             |
| 13:00                   | - Sherozia 8' (pen.), 65' | Reporte   | - Boţan 35' | Árbitro(s): Nenad Minakovic     | Árbitro(s): Nenad Minakovic |

| 18 de noviembre de 2023 | España                    | 2:0 (0:0) | Chipre | Mikheil Meskhi Stadium, Tbilisi |                           |
| 15:00                   | - Senhadji 48' - Diao 88' | Reporte   |        | Árbitro(s): Adam Ladebäck       | Árbitro(s): Adam Ladebäck |

| 21 de noviembre de 2023 | Georgia | 0:4 (0:0) | España                                                      | Mikheil Meskhi Stadium, Cancha 2, Tbilisi |                              |
| 13:00                   |         | Reporte   | - Rodriguez 53' - Sánchez 57' - Carvalho 75' - Senhadji 86' | Árbitro(s): Donald Robertson              | Árbitro(s): Donald Robertson |

| 21 de noviembre de 2023 | Moldavia | 0:1 (0:0) | Chipre           | Mikheil Meskhi Stadium, Cancha 1, Tbilisi |                           |
| 13:00                   |          | Reporte   | - Odysseos 90+1' | Árbitro(s): Adam Ladebäck                 | Árbitro(s): Adam Ladebäck |

### Grupo 7
| Equipo     | Pts | PJ | PG | PE | PP | GF | GC | Dif |
| ---------- | --- | -- | -- | -- | -- | -- | -- | --- |
| Ucrania    | 6   | 3  | 2  | 0  | 1  | 7  | 5  | +2  |
| Kosovo     | 5   | 3  | 1  | 2  | 0  | 7  | 3  | +4  |
| Eslovaquia | 4   | 3  | 1  | 1  | 1  | 4  | 5  | −1  |
| Malta (H)  | 1   | 3  | 0  | 1  | 2  | 3  | 8  | −5  |

| 15 de noviembre de 2023 | Ucrania                                          | 3:1 (1:0) | Malta                    | Centenary Stadium, Ta' Qali        |                                    |
| 10:30                   | - Manuylov 17' - Attard 71' (a.g.) - Tuterov 88' | Reporte   | - Ponomarenko 59' (a.g.) | Árbitro(s): Chrysovalantis Theouli | Árbitro(s): Chrysovalantis Theouli |

| 15 de noviembre de 2023 | Kosovo              | 1:1 (0:1) | Eslovaquia     | Centenary Stadium, Ta' Qali |                             |
| 14:30                   | - Bujupi 48' (pen.) | Reporte   | - Hájovský 22' | Árbitro(s): Robert Schröder | Árbitro(s): Robert Schröder |

| 18 de noviembre de 2023 | Ucrania | 0:4 (0:1) | Kosovo                                        | Centenary Stadium, Ta' Qali |                             |
| 10:30                   |         | Reporte   | - Gashijan 22', 79' - Bujupi 64' - Rama 90+2' | Árbitro(s): Vassilis Fotias | Árbitro(s): Vassilis Fotias |

| 18 de noviembre de 2023 | Eslovaquia                              | 3:0 (1:0) | Malta | Centenary Stadium, Ta' Qali        |                                    |
| 14:30                   | - Rehuš 36' - Maroš 81' - Záhradník 82' | Reporte   |       | Árbitro(s): Chrysovalantis Theouli | Árbitro(s): Chrysovalantis Theouli |

| 21 de noviembre de 2023 | Eslovaquia | 0:4 (0:3) | Ucrania                                                         | Centenary Stadium, Ta' Qali |                             |
| 10:30                   |            | Reporte   | - Yermachkov 30' - Derkach 36' - Mykhavko 39' - Ponomarenko 84' | Árbitro(s): Robert Schröder | Árbitro(s): Robert Schröder |

| 21 de noviembre de 2023 | Malta                            | 2:2 (1:2) | Kosovo                             | Centenary Stadium, Ta' Qali |                             |
| 14:30                   | - Fenech 6' - Caruana 82' (pen.) | Reporte   | - Bujupi 39' (pen.) - Gerbovci 42' | Árbitro(s): Vassilis Fotias | Árbitro(s): Vassilis Fotias |

### Grupo 8
| Equipo      | Pts | PJ | PG | PE | PP | GF | GC | Dif |
| ----------- | --- | -- | -- | -- | -- | -- | -- | --- |
| Turquía (H) | 9   | 3  | 3  | 0  | 0  | 7  | 2  | +5  |
| Lituania    | 3   | 3  | 1  | 0  | 2  | 4  | 5  | −1  |
| Grecia      | 3   | 3  | 1  | 0  | 2  | 2  | 3  | −1  |
| Bielorrusia | 3   | 3  | 1  | 0  | 2  | 2  | 5  | −3  |

| 15 de noviembre de 2023 | Bielorrusia      | 1:0 (1:0) | Grecia | Complejo Deportivo Arslan Zeki Demirci, Manavgat |                        |
| 11:00                   | - Mialkouski 36' | Reporte   |        | Árbitro(s): Joey Kooij                           | Árbitro(s): Joey Kooij |

| 15 de noviembre de 2023 | Turquía                            | 3:1 (2:0) | Lituania        | Complejo Deportivo Arslan Zeki Demirci, Manavgat |                         |
| 14:00                   | - Yıldırım 10' - Sarıkaya 31', 80' | Reporte   | Michelbrink 62' | Árbitro(s): David Šmajc                          | Árbitro(s): David Šmajc |

| 18 de noviembre de 2023 | Grecia                        | 2:1 (0:1) | Lituania              | Complejo Deportivo Arslan Zeki Demirci, Manavgat |                         |
| 11:00                   | - Kontonikos 47' - Tzimas 56' | Reporte   | - Jansonas 12' (pen.) | Árbitro(s): David Šmajc                          | Árbitro(s): David Šmajc |

| 18 de noviembre de 2023 | Turquía                          | 3:1 (2:1) | Bielorrusia    | Complejo Deportivo Arslan Zeki Demirci, Manavgat |                          |
| 14:00                   | - Kılıçsoy 18', 33' - Yöntem 57' | Reporte   | - Martynov 44' | Árbitro(s): Simone Sozza                         | Árbitro(s): Simone Sozza |

| 21 de noviembre de 2023 | Grecia | 0:1 (0:1) | Turquía          | Complejo Deportivo Arslan Zeki Demirci, Manavgat |                          |
| 14:00                   |        | Reporte   | - Kılıçsoy 45+1' | Árbitro(s): Simone Sozza                         | Árbitro(s): Simone Sozza |

| 21 de noviembre de 2023 | Lituania            | 2:0 (0:0) | Bielorrusia | Complejo Deportivo Arslan Zeki Demirci, Manavgat |                        |
| 14:00                   | - Jansonas 79', 81' | Reporte   |             | Árbitro(s): Joey Kooij                           | Árbitro(s): Joey Kooij |

### Grupo 9
| Equipo      | Pts | PJ | PG | PE | PP | GF | GC | Dif |
| ----------- | --- | -- | -- | -- | -- | -- | -- | --- |
| Israel      | 7   | 3  | 2  | 1  | 0  | 7  | 0  | +7  |
| Croacia (H) | 7   | 3  | 2  | 1  | 0  | 4  | 1  | +3  |
| Islas Feroe | 3   | 3  | 1  | 0  | 2  | 3  | 10 | −7  |
| Armenia     | 0   | 3  | 0  | 0  | 3  | 3  | 6  | −3  |

| 15 de noviembre de 2023 | Israel                                                                        | 6:0 (3:0) | Islas Feroe | Veli Jože, Poreč                     |                                      |
| 12:00                   | - Zoabi 13' - Hazan 19', 34' - Belay 66' - Dahan 77' - Ben Simon 90+7' (pen.) | Reporte   |             | Árbitro(s): Jakob Alexander Sundberg | Árbitro(s): Jakob Alexander Sundberg |

| 15 de noviembre de 2023 | Armenia         | 1:2 (1:0) | Croacia             | Valbruna, Rovinj                   |                                    |
| 12:30                   | - Vardanyan 22' | Reporte   | - Vrbančić 66', 71' | Árbitro(s): Vitālijs Spasjoņņikovs | Árbitro(s): Vitālijs Spasjoņņikovs |

| 18 de noviembre de 2023 | Israel           | 1:0 (1:0) | Armenia | Veli Jože, Poreč              |                               |
| 12:00                   | - Abu Farchi 28' | Reporte   |         | Árbitro(s): Mohammed Al-emara | Árbitro(s): Mohammed Al-emara |

| 18 de noviembre de 2023 | Croacia                       | 2:0 (0:0) | Islas Feroe | Valbruna, Rovinj                   |                                    |
| 12:30                   | - Košćević 50' - Vrbančić 52' | Reporte   |             | Árbitro(s): Vitālijs Spasjoņņikovs | Árbitro(s): Vitālijs Spasjoņņikovs |

| 21 de noviembre de 2023 | Croacia | 0:0     | Israel | Valbruna, Rovinj                     |                                      |
| 12:30                   |         | Reporte |        | Árbitro(s): Jakob Alexander Sundberg | Árbitro(s): Jakob Alexander Sundberg |

| 21 de noviembre de 2023 | Islas Feroe                                | 3:2 (0:1) | Armenia                       | Veli Jože, Poreč              |                               |
| 12:30                   | - Hansen 55' - Josephsen 71' (pen.), 90+3' | Reporte   | - Vardanyan 40' - Afyan 90+1' | Árbitro(s): Mohammed Al-emara | Árbitro(s): Mohammed Al-emara |

### Grupo 10
| Equipo              | Pts | PJ | PG | PE | PP | GF | GC | Dif |
| ------------------- | --- | -- | -- | -- | -- | -- | -- | --- |
| República Checa (H) | 7   | 3  | 2  | 1  | 0  | 6  | 1  | 5   |
| Rumania             | 5   | 3  | 1  | 2  | 0  | 8  | 1  | 7   |
| Finlandia           | 4   | 3  | 1  | 1  | 1  | 8  | 1  | 7   |
| San Marino          | 0   | 3  | 0  | 0  | 3  | 0  | 19 | -19 |

| 11 de octubre de 2023 | República Checa                           | 4:0 (1:0) | San Marino | Mestský fotbalovy, Opava      |                               |
| 15:00                 | - Málek 34', 49' - Horák 56' - Hranoš 76' | Reporte   |            | Árbitro(s): Henrik Nalbandyan | Árbitro(s): Henrik Nalbandyan |

| 11 de octubre de 2023 | Finlandia | 0:0     | Rumania | Bazaly, Ostrava         |                         |
| 15:00                 |           | Reporte |         | Árbitro(s): Ante Čulina | Árbitro(s): Ante Čulina |

| 14 de octubre de 2023 | República Checa | 1:0 (1:0) | Finlandia | Mestský fotbalovy, Opava, |                         |
| 15:00                 | - Pudil 34'     | Reporte   |           | Árbitro(s): Ante Čulina   | Árbitro(s): Ante Čulina |

| 14 de octubre de 2023 | Rumania                                                                                | 7:0 (2:0) | San Marino | Bazaly, Ostrava           |                           |
| 15:00                 | - Tudose 35' - Banu 38' - Capac 57', 90+3' - Rǎducan 67' - Gogescu 75' - Rădulescu 83' | Reporte   |            | Árbitro(s): Miloš Savović | Árbitro(s): Miloš Savović |

| 17 de octubre de 2023 | Rumania   | 1:1 (0:1) | República Checa | Stovky, Frýdek-Místek         |                               |
| 15:00                 | - Pop 47' | Reporte   | - Krulich 8'    | Árbitro(s): Henrik Nalbandyan | Árbitro(s): Henrik Nalbandyan |

| 17 de octubre de 2023 | San Marino | 0:8 (0:4) | Finlandia                                                                                           | Bazaly, Ostrava           |                           |
| 15:00                 |            | Reporte   | - Toivonen 5' - Benvenuti 15' (o.g.) - Hannula 31' - Bulgakov 35' - Ezeh 50', 77', 87' - Puukko 90' | Árbitro(s): Miloš Savović | Árbitro(s): Miloš Savović |

### Grupo 11
| Equipo               | Pts | PJ | PG | PE | PP | GF | GC | Dif |
| -------------------- | --- | -- | -- | -- | -- | -- | -- | --- |
| Países Bajos         | 9   | 3  | 3  | 0  | 0  | 7  | 1  | +6  |
| Bosnia y Herzegovina | 4   | 3  | 1  | 1  | 1  | 1  | 3  | −2  |
| Luxemburgo (H)       | 3   | 3  | 1  | 0  | 2  | 2  | 4  | −2  |
| Azerbaiyán           | 1   | 3  | 0  | 1  | 2  | 2  | 4  | −2  |

| 15 de noviembre de 2023 | Azerbaiyán | 0:0     | Bosnia y Herzegovina | Stade de la Frontière, Esch-sur-Alzette |                           |
| 16:00                   |            | Reporte |                      | Árbitro(s): Mikkel Redder               | Árbitro(s): Mikkel Redder |

| 15 de noviembre de 2023 | Países Bajos            | 2:0 (2:0) | Luxemburgo | Terrain Bousbierg Stadium, Bissen |                                |
| 18:00                   | - Babadi 36' - Land 43' | Reporte   |            | Árbitro(s): Dzmitry Dzmitryieu    | Árbitro(s): Dzmitry Dzmitryieu |

| 18 de noviembre de 2023 | Países Bajos               | 2:1 (1:0) | Azerbaiyán     | Terrain Bousbierg Stadium, Bissen |                              |
| 16:00                   | - Babadi 22' - Banzuzi 48' | Reporte   | - Shafiyev 86' | Árbitro(s): Joonas Jaanovits      | Árbitro(s): Joonas Jaanovits |

| 18 de noviembre de 2023 | Bosnia y Herzegovina | 1:0 (1:0) | Luxemburgo | Stade de la Frontière, Esch-sur-Alzette |                                |
| 18:00                   | - Mustafić 9'        | Reporte   |            | Árbitro(s): Dzmitry Dzmitryieu          | Árbitro(s): Dzmitry Dzmitryieu |

| 21 de noviembre de 2023 | Bosnia y Herzegovina | 0:3 (0:2) | Países Bajos                                   | Terrain Bousbierg Stadium, Bissen |                           |
| 18:00                   |                      | Reporte   | - Banzuzi 16' - Rijkhoff 35' - Van de Haar 87' | Árbitro(s): Mikkel Redder         | Árbitro(s): Mikkel Redder |

| 21 de noviembre de 2023 | Luxemburgo                 | 2:1 (1:0) | Azerbaiyán        | Terrain Poetz, Wiltz         |                              |
| 18:00                   | - Videira 8' - Dardari 57' | Reporte   | - Shahniyarov 84' | Árbitro(s): Joonas Jaanovits | Árbitro(s): Joonas Jaanovits |

### Grupo 12
| Equipo         | Pts | PJ | PG | PE | PP | GF | GC | Dif |
| -------------- | --- | -- | -- | -- | -- | -- | -- | --- |
| Austria        | 5   | 3  | 1  | 2  | 0  | 1  | 0  | 1   |
| Montenegro (H) | 4   | 3  | 1  | 1  | 1  | 3  | 1  | 2   |
| Inglaterra     | 3   | 3  | 0  | 3  | 0  | 1  | 1  | 0   |
| Gales          | 2   | 3  | 0  | 2  | 1  | 1  | 4  | -3  |

| 11 de octubre de 2023 | Gales | 0:0     | Austria | Braća Velašević Stadium, Danilovgrad |                                    |
| 15:00                 |       | Reporte |         | Árbitro(s): Marian Alexandru Barbu   | Árbitro(s): Marian Alexandru Barbu |

| 11 de octubre de 2023 | Inglaterra | 0:0     | Montenegro | DG Arena, Podgorica             |                                 |
| 18:00                 |            | Reporte |            | Árbitro(s): Matthew De Gabriele | Árbitro(s): Matthew De Gabriele |

| 14 de octubre de 2023 | Inglaterra | 1:1 (0:0) | Gales       | DG Arena, Podgorica                |                                    |
| 15:00                 | - Esse 70' | Reporte   | - Lloyd 55' | Árbitro(s): Marian Alexandru Barbu | Árbitro(s): Marian Alexandru Barbu |

| 14 de octubre de 2023 | Austria        | 1:0 (1:0) | Montenegro | Gradski Stadion, Podgorica |                       |
| 18:00                 | - Scharner 28' | Reporte   |            | Árbitro(s): Ion Orlic      | Árbitro(s): Ion Orlic |

| 17 de octubre de 2023 | Austria | 0:0     | Inglaterra | DG Arena, Podgorica   |                       |
| 18:00                 |         | Reporte |            | Árbitro(s): Ion Orlic | Árbitro(s): Ion Orlic |

| 17 de octubre de 2023 | Montenegro                                             | 3:0 (3:0) | Gales | Gradski Stadion, Podgorica      |                                 |
| 18:00                 | - Golubović 2' - Tomašević 30' - Mrvaljević 40' (pen.) | Reporte   |       | Árbitro(s): Matthew De Gabriele | Árbitro(s): Matthew De Gabriele |

### Grupo 13
| Equipo      | Pts | PJ | PG | PE | PP | GF | GC | Dif |
| ----------- | --- | -- | -- | -- | -- | -- | -- | --- |
| Bélgica     | 7   | 3  | 2  | 1  | 0  | 4  | 1  | +3  |
| Eslovenia   | 5   | 3  | 1  | 2  | 0  | 2  | 1  | +1  |
| Irlanda     | 4   | 3  | 1  | 1  | 1  | 3  | 2  | +1  |
| Albania (H) | 0   | 3  | 0  | 0  | 3  | 1  | 6  | −5  |

| 15 de noviembre de 2023 | Eslovenia                   | 1:1 (0:0) | Bélgica            | Demrozi Stadium, Rrogozhinë    |                                |
| 11:00                   | - Čuber Potočnik 52' (pen.) | Reporte   | - Malić 66' (a.g.) | Árbitro(s): Kristoffer Hagenes | Árbitro(s): Kristoffer Hagenes |

| 15 de noviembre de 2023 | Irlanda                       | 3:1 (1:1) | Albania        | Elbasan Arena, Elbasan     |                            |
| 14:00                   | - O'Mahony 5', 56' - Umeh 59' | Reporte   | - Krasniqi 23' | Árbitro(s): Miloš Bošković | Árbitro(s): Miloš Bošković |

| 18 de noviembre de 2023 | Irlanda | 0:0     | Eslovenia | Demrozi Stadium, Rrogozhinë |                            |
| 11:00                   |         | Reporte |           | Árbitro(s): Miloš Bošković  | Árbitro(s): Miloš Bošković |

| 18 de noviembre de 2023 | Bélgica                    | 2:0 (2:0) | Albania | Elbasan Arena, Elbasan    |                           |
| 14:00                   | - Fernandez-Pardo 27', 31' | Reporte   |         | Árbitro(s): Miloš Gigovic | Árbitro(s): Miloš Gigovic |

| 21 de noviembre de 2023 | Bélgica       | 1:0 (0:0) | Irlanda | Demrozi Stadium, Rrogozhinë    |                                |
| 14:00                   | - Degreef 46' | Reporte   |         | Árbitro(s): Kristoffer Hagenes | Árbitro(s): Kristoffer Hagenes |

| 21 de noviembre de 2023 | Albania | 0:1 (0:0) | Eslovenia   | Elbasan Arena, Elbasan    |                           |
| 14:00                   |         | Reporte   | - Mačak 48' | Árbitro(s): Miloš Gigovic | Árbitro(s): Miloš Gigovic |

### Ranking de los terceros puestos
Para determinar el mejor tercer clasificado de la ronda de clasificación que avanza a la ronda élite, solo se tienen en cuenta los resultados de los terceros clasificados contra los primeros y segundos clasificados de su grupo.
| Pos. | Grupo | Equipo      | PJ | PG | PE | PP | GF | GC | DG | Pts | Situación            |
| ---- | ----- | ----------- | -- | -- | -- | -- | -- | -- | -- | --- | -------------------- |
| 1    | 8     | Grecia      | 2  | 1  | 0  | 1  | 2  | 2  | 0  | 3   | Avanza a Ronda Élite |
| 2    | 12    | Inglaterra  | 2  | 0  | 2  | 0  | 0  | 0  | 0  | 2   |                      |
| 3    | 4     | Suecia      | 2  | 0  | 1  | 1  | 3  | 4  | −1 | 1   |                      |
| 4    | 2     | Hungría     | 2  | 0  | 1  | 1  | 2  | 3  | −1 | 1   |                      |
| 5    | 1     | Islandia    | 2  | 0  | 1  | 1  | 1  | 2  | −1 | 1   |                      |
| 6    | 10    | Finlandia   | 2  | 0  | 1  | 1  | 0  | 1  | −1 | 1   |                      |
| 7    | 13    | Irlanda     | 2  | 0  | 1  | 1  | 0  | 1  | −1 | 1   |                      |
| 8    | 5     | Polonia     | 2  | 0  | 1  | 1  | 3  | 5  | −2 | 1   |                      |
| 9    | 7     | Eslovaquia  | 2  | 0  | 1  | 1  | 1  | 5  | −4 | 1   |                      |
| 10   | 3     | Andorra     | 2  | 0  | 0  | 2  | 1  | 4  | −3 | 0   |                      |
| 11   | 11    | Luxemburgo  | 2  | 0  | 0  | 2  | 0  | 3  | −3 | 0   |                      |
| 12   | 6     | Chipre      | 2  | 0  | 0  | 2  | 0  | 4  | −4 | 0   |                      |
| 13   | 9     | Islas Feroe | 2  | 0  | 0  | 2  | 0  | 8  | −8 | 0   |                      |

## Ronda élite
El sorteo de la ronda élite se realizó el 7 de diciembre de 2023 en la sede de la UEFA en Nyon, Suiza.
Los equipos fueron clasificados según sus resultados en la ronda de clasificación, excepto Portugal, que pasó a la ronda élite, automáticamente.

### Grupo 1
País anfitrión:  Eslovenia
| Equipo        | PJ | PG | PE | PP | GF | GC | Dif | Pts | Situación              |
| España        | 3  | 2  | 1  | 0  | 5  | 3  | +2  | 7   | Clasificado fase final |
| Eslovenia (H) | 3  | 1  | 1  | 1  | 3  | 3  | 0   | 4   |                        |
| Kosovo        | 3  | 1  | 0  | 2  | 2  | 4  | -2  | 3   |                        |
| Austria       | 3  | 1  | 0  | 2  | 3  | 3  | 0   | 3   |                        |

| 20 de marzo de 2024 | España       | 1:1 (0:1) | Eslovenia   | Lendava Sports Park, Lendava |                             |
| 16:00 (CET)         | - Belaid 64' | Reporte   | - Mačak 20' | Árbitro(s): Ishmael Barbara  | Árbitro(s): Ishmael Barbara |

| 20 de marzo de 2024 | Kosovo         | 1:0 (0:0) | Austria | TŠC Trate Gornja Radgona, Gornja Radgona |                             |
| 16:00 (CET)         | - Gashjani 49' | Reporte   |         | Árbitro(s): Andreas Argyrou              | Árbitro(s): Andreas Argyrou |

| 23 de marzo de 2024 | España                    | 2:1 (1:0) | Kosovo       | TŠC Trate Gornja Radgona, Gornja Radgona |                             |
| 16:00 (CET)         | - Muñoz 34' - Fortuny 51' | Reporte   | - Bujupi 78' | Árbitro(s): Andreas Argyrou              | Árbitro(s): Andreas Argyrou |

| 23 de marzo de 2024 | Austria            | 2:0 (1:0) | Eslovenia | Lendava Sports Park, Lendava |                           |
| 16:00 (CET)         | - Trummer 31', 85' | Reporte   |           | Árbitro(s): Dominik Stary    | Árbitro(s): Dominik Stary |

| 26 de marzo de 2024 | Austria               | 1:2 (0:1) | España                   | TŠC Trate Gornja Radgona, Gornja Radgona |                             |
| 12:00 (CET)         | - González 81' (a.g.) | Reporte   | - Diao 11' - Keddari 62' | Árbitro(s): Ishmael Barbara              | Árbitro(s): Ishmael Barbara |

| 26 de marzo de 2024 | Eslovenia                     | 2:0 (1:0) | Kosovo | Lendava Sports Park, Lendava |                           |
| 12:00 (CET)         | - Potočnik 41' - Jevšenak 87' | Reporte   |        | Árbitro(s): Dominik Stary    | Árbitro(s): Dominik Stary |

### Grupo 2
País anfitrión:  Países Bajos
| Equipo           | PJ | PG | PE | PP | GF | GC | Dif | Pts | Situación              |
| Francia          | 3  | 2  | 0  | 1  | 3  | 2  | +1  | 6   | Clasificado fase final |
| Bélgica          | 3  | 2  | 0  | 1  | 5  | 4  | +1  | 6   |                        |
| Países Bajos (H) | 3  | 1  | 0  | 2  | 6  | 4  | +2  | 3   |                        |
| Lituania         | 3  | 1  | 0  | 2  | 2  | 6  | -4  | 3   |                        |

| 20 de marzo de 2024 | Países Bajos                                      | 4:0 (4:0) | Lituania | Stadion De Langeleegte, Veendam |                              |
| 19:00 (CET)         | - van Duiven 15' - Kleijn 18', 22' - Rijkhoff 41' | Reporte   |          | Árbitro(s): Kevin O'Sullivan    | Árbitro(s): Kevin O'Sullivan |

| 20 de marzo de 2024 | Francia                       | 2:0 (2:0) | Bélgica | Sportpark Marsdijk, Assen |                          |
| 19:00 (CET)         | - Mayulu 15' - Tel 32' (pen.) | Reporte   |         | Árbitro(s): Stefan Ebner  | Árbitro(s): Stefan Ebner |

| 23 de marzo de 2024 | Bélgica                            | 2:0 (0:0) | Lituania | Stadion De Langeleegte, Veendam |                              |
| 13:00 (CET)         | - Fernandez 52' - Noubi 85' (pen.) | Reporte   |          | Árbitro(s): Kevin O'Sullivan    | Árbitro(s): Kevin O'Sullivan |

| 23 de marzo de 2024 | Países Bajos | 0:1 (0:0) | Francia          | Sportpark Marsdijk, Assen |                         |
| 16:00 (CET)         |              | Reporte   | - Tel 52' (pen.) | Árbitro(s): Ante Čulina   | Árbitro(s): Ante Čulina |

| 26 de marzo de 2024 | Bélgica                                       | 3:2 (1:1) | Países Bajos                 | Stadion De Langeleegte, Veendam |                          |
| 19:00 (CET)         | - Piedfort 45+6' - Corbanie 57' - Sishuba 83' | Reporte   | - van Duiven 40' - Slory 69' | Árbitro(s): Stefan Ebner        | Árbitro(s): Stefan Ebner |

| 26 de marzo de 2024 | Lituania              | 2:0 (2:0) | Francia | Sportpark Marsdijk, Assen |                         |
| 19:00 (CET)         | - Gudelevičius 3', 6' | Reporte   |         | Árbitro(s): Ante Čulina   | Árbitro(s): Ante Čulina |

### Grupo 3
País anfitrión:  Noruega
| Equipo               | PJ | PG | PE | PP | GF | GC | Dif | Pts | Situación              |
| Noruega (H)          | 3  | 2  | 1  | 0  | 6  | 3  | +3  | 7   | Clasificado fase final |
| Bosnia y Herzegovina | 3  | 1  | 1  | 1  | 5  | 6  | -1  | 4   |                        |
| Montenegro           | 3  | 1  | 0  | 2  | 4  | 5  | -1  | 3   |                        |
| Israel               | 3  | 1  | 0  | 2  | 2  | 3  | -1  | 3   |                        |

| 20 de marzo de 2024 | Noruega                                     | 2:1 (2:0) | Montenegro  | Odd Stadion, Skien        |                           |
| 15:00 (CET)         | - Tomasević 10' (a.g.) - Bang-Kittilsen 15' | Reporte   | - Adžić 81' | Árbitro(s): Mikkel Redder | Árbitro(s): Mikkel Redder |

| 20 de marzo de 2024 | Bosnia y Herzegovina | 0:2 (0:0) | Israel                          | Odd Stadion, Skien           |                              |
| 19:00 (CET)         |                      | Reporte   | - Ayias 64' - Farchi 67' (pen.) | Árbitro(s): Alessandro Dudic | Árbitro(s): Alessandro Dudic |

| 23 de marzo de 2024 | Noruega                 | 2:2 (0:1) | Bosnia y Herzegovina      | Odd Stadion, Skien         |                            |
| 15:00 (CET)         | - Nypan 62' - Egeli 65' | Reporte   | - Røsten 13' - Bejdić 90' | Árbitro(s): Edgars Maļcevs | Árbitro(s): Edgars Maļcevs |

| 23 de marzo de 2024 | Israel | 0:1 (0:0) | Montenegro    | Odd Stadion, Skien        |                           |
| 19:00 (CET)         |        | Reporte   | - Adžić 90+6' | Árbitro(s): Mikkel Redder | Árbitro(s): Mikkel Redder |

| 26 de marzo de 2024 | Israel | 0:2 (0:2) | Noruega         | Odd Stadion, Skien         |                            |
| 15:00 (CET)         |        | Reporte   | - Egeli 3', 27' | Árbitro(s): Edgars Maļcevs | Árbitro(s): Edgars Maļcevs |

| 26 de marzo de 2024 | Montenegro                     | 2:3 (2:0) | Bosnia y Herzegovina                          | Odd Stadion, Skien           |                              |
| 19:00 (CET)         | - Perović 10' - Mrvaljević 45' | Reporte   | - Zahirović 52' (pen.), 80' - Muharemović 69' | Árbitro(s): Alessandro Dudic | Árbitro(s): Alessandro Dudic |

### Grupo 4
País anfitrión:  Portugal
| Equipo       | PJ | PG | PE | PP | GF | GC | Dif | Pts | Situación              |
| Dinamarca    | 3  | 3  | 0  | 0  | 7  | 2  | +5  | 9   | Clasificado fase final |
| Portugal (H) | 3  | 2  | 0  | 1  | 6  | 4  | +2  | 6   |                        |
| Grecia       | 3  | 0  | 1  | 2  | 5  | 7  | -2  | 1   |                        |
| Serbia       | 3  | 0  | 1  | 2  | 5  | 10 | -5  | 1   |                        |

| 20 de marzo de 2024 | Serbia       | 1:3 (0:1) | Dinamarca                         | Municipal de Tábua, Tábua |                          |
| 15:00 (CET)         | - Djekić 49' | Reporte   | - Buskov 21', 84' - Schwartau 86' | Árbitro(s): Roman Jitari  | Árbitro(s): Roman Jitari |

| 20 de marzo de 2024 | Portugal                   | 2:1 (1:0) | Grecia        | Estadio Municipal de Aveiro, Aveiro |                                  |
| 19:00 (CET)         | - Ribeiro 34' - Varela 88' | Reporte   | - Alexiou 79' | Árbitro(s): Mohammad Usman Aslam    | Árbitro(s): Mohammad Usman Aslam |

| 23 de marzo de 2024 | Dinamarca                        | 2:1 (1:0) | Grecia           | Febres Sports Complex, Febres |                          |
| 16:00 (CET)         | - Lauritsen 24' - Simmelhack 80' | Reporte   | - Kaloskamis 62' | Árbitro(s): Roman Jitari      | Árbitro(s): Roman Jitari |

| 23 de marzo de 2024 | Portugal                                         | 4:1 (2:0) | Serbia            | Estadio Municipal de Aveiro, Aveiro |                             |
| 21:00 (CET)         | - Semedo 26', 59' - Ribeiro 45+1' - Mendonça 70' | Reporte   | - Stanković 90+3' | Árbitro(s): David Dickinson         | Árbitro(s): David Dickinson |

| 26 de marzo de 2024 | Dinamarca                     | 2:0 (0:0) | Portugal | Estadio Ciudad de Coímbra, Coímbra |                             |
| 16:00 (CET)         | - Jorgensen 62' - Højlund 70' | Reporte   |          | Árbitro(s): David Dickinson        | Árbitro(s): David Dickinson |

| 26 de marzo de 2024 | Grecia                                   | 3:3 (0:1) | Serbia                              | Municipal de Tábua, Tábua        |                                  |
| 16:00 (CET)         | - Alexiou 59', 78' - Gitersos 72' (pen.) | Reporte   | - Serafimović 2' - Šljivić 48', 88' | Árbitro(s): Mohammad Usman Aslam | Árbitro(s): Mohammad Usman Aslam |

### Grupo 5
País anfitrión:  Italia
| Equipo          | PJ | PG | PE | PP | GF | GC | Dif | Pts | Situación              |
| Italia (H)      | 3  | 3  | 0  | 0  | 10 | 2  | +8  | 9   | Clasificado fase final |
| República Checa | 3  | 2  | 0  | 1  | 4  | 2  | +2  | 6   |                        |
| Georgia         | 3  | 1  | 0  | 2  | 3  | 8  | -5  | 3   |                        |
| Escocia         | 3  | 0  | 0  | 3  | 3  | 8  | -5  | 0   |                        |

| 20 de marzo de 2024 | Georgia | 0:1 (0:1) | República Checa | Polisportivo Giuseppe Morigi, Manzano |                               |
| 12:00 (CET)         |         | Reporte   | - Toman 4'      | Árbitro(s): Menelaos Antoniou         | Árbitro(s): Menelaos Antoniou |

| 20 de marzo de 2024 | Escocia      | 1:3 (0:1) | Italia                                  | Stadio Guido Teghil, Lignano Sabbiadoro |                            |
| 15:00 (CET)         | - Watson 74' | Reporte   | - Zeroli 25' - Pafundi 71' - Romano 84' | Árbitro(s): Patrik Kolarić              | Árbitro(s): Patrik Kolarić |

| 23 de marzo de 2024 | Escocia                  | 2:3 (1:1) | Georgia                                               | Polisportivo Giuseppe Morigi, Manzano |                             |
| 12:00 (CET)         | - Wilson 11' - Wales 65' | Reporte   | - Berelidze 45+1' - Basiladze 55' - Lordkipanidze 70' | Árbitro(s): Miloš Milanović           | Árbitro(s): Miloš Milanović |

| 23 de marzo de 2024 | República Checa | 1:2 (0:1) | Italia                     | Estadio Friuli, Údine      |                            |
| 16:30 (CET)         | - Misek 71'     | Reporte   | - Pafundi 18' - Lipani 32' | Árbitro(s): Patrik Kolarić | Árbitro(s): Patrik Kolarić |

| 26 de marzo de 2024 | República Checa           | 2:0 (1:0) | Escocia | Polisportivo Giuseppe Morigi, Manzano |                               |
| 14:30 (CET)         | - Planka 25' - Hranoš 58' | Reporte   |         | Árbitro(s): Menelaos Antoniou         | Árbitro(s): Menelaos Antoniou |

| 26 de marzo de 2024 | Italia                                                                    | 5:0 (3:0) | Georgia | Stadio Guido Teghil, Lignano Sabbiadoro |                             |
| 14:30 (CET)         | - Pafundi 4' (pen.) - Palestra 22' - Zeroli 32' - Sia 67' - Di Maggio 80' | Reporte   |         | Árbitro(s): Miloš Milanović             | Árbitro(s): Miloš Milanović |

### Grupo 6
País anfitrión:  Croacia
| Equipo      | PJ | PG | PE | PP | GF | GC | Dif | Pts | Situación              |
| Turquía     | 3  | 2  | 0  | 1  | 4  | 3  | +1  | 6   | Clasificado fase final |
| Rumania     | 3  | 2  | 0  | 1  | 4  | 4  | 0   | 6   |                        |
| Croacia (H) | 3  | 1  | 0  | 2  | 3  | 4  | -1  | 3   |                        |
| Alemania    | 3  | 1  | 0  | 2  | 5  | 5  | 0   | 3   |                        |

| 20 de marzo de 2024 | Turquía                       | 2:0 (0:0) | Rumania | Gradski stadion, Vrbovec    |                             |
| 12:30 (CET)         | - Gulacsi 82' - Özdemir 90+2' | Reporte   |         | Árbitro(s): Bastien Dechepy | Árbitro(s): Bastien Dechepy |

| 20 de marzo de 2024 | Croacia                    | 2:1 (2:1) | Alemania   | Stadion Varteks, Varaždin  |                            |
| 15:30 (CET)         | - Pavić 7' - Brajković 41' | Reporte   | - Maza 32' | Árbitro(s): Andrea Colombo | Árbitro(s): Andrea Colombo |

| 23 de marzo de 2024 | Alemania                             | 2:3 (1:2) | Rumania                                | Gradski stadion, Vrbovec   |                            |
| 12:30 (CET)         | - Pejčinović 30' - Tudose 58' (a.g.) | Reporte   | - Dulcea 28' - Stan 43' - Mazilu 90+4' | Árbitro(s): Andrea Colombo | Árbitro(s): Andrea Colombo |

| 23 de marzo de 2024 | Turquía                  | 2:1 (2:0) | Croacia        | Stadion Varteks, Varaždin   |                             |
| 15:30 (CET)         | - Yildirim 5' - Uzun 10' | Reporte   | - Koščević 50' | Árbitro(s): Jovan Kachevski | Árbitro(s): Jovan Kachevski |

| 26 de marzo de 2024 | Alemania                      | 2:0 (1:0) | Turquía | Gradski stadion, Vrbovec    |                             |
| 14:00 (CET)         | - Marino 28' - Pejčinović 88' | Reporte   |         | Árbitro(s): Bastien Dechepy | Árbitro(s): Bastien Dechepy |

| 26 de marzo de 2024 | Rumania   | 1:0 (0:0) | Croacia | Stadion Varteks, Varaždin   |                             |
| 14:00 (CET)         | - Pop 73' | Reporte   |         | Árbitro(s): Jovan Kachevski | Árbitro(s): Jovan Kachevski |

### Grupo 7
País anfitrión:  Macedonia del Norte
| Equipo                  | PJ | PG | PE | PP | GF | GC | Dif | Pts | Situación              |
| Ucrania                 | 3  | 3  | 0  | 0  | 8  | 0  | +8  | 9   | Clasificado fase final |
| Suiza                   | 3  | 2  | 0  | 1  | 3  | 3  | 0   | 6   |                        |
| Letonia                 | 3  | 0  | 1  | 2  | 1  | 5  | -4  | 1   |                        |
| Macedonia del Norte (H) | 3  | 0  | 1  | 2  | 1  | 5  | -4  | 1   |                        |

| 20 de marzo de 2024 | Suiza       | 1:0 (0:0) | Letonia | Estadio Ǵorče Petrov, Skopie |                              |
| 14:00 (CET)         | - Luthi 90' | Reporte   |         | Árbitro(s): Granit Maqedonci | Árbitro(s): Granit Maqedonci |

| 20 de marzo de 2024 | Macedonia del Norte | 0:2 (0:1) | Ucrania                           | FFM Training Centre, Skopie |                          |
| 14:00 (CET)         |                     | Reporte   | - Krevsun 45+1' - Ponomarenko 48' | Árbitro(s): Marek Radina    | Árbitro(s): Marek Radina |

| 23 de marzo de 2024 | Suiza                   | 2:0 (1:0) | Macedonia del Norte | FFM Training Centre, Skopie |                       |
| 14:00 (CET)         | - Ligue 12' - Beney 81' | Reporte   |                     | Árbitro(s): Ion Orlic       | Árbitro(s): Ion Orlic |

| 23 de marzo de 2024 | Ucrania                                      | 3:0 (1:0) | Letonia | Estadio Ǵorče Petrov, Skopie |                          |
| 14:00 (CET)         | - Ponomarenko 34', 60' (pen.) - Tutierov 89' | Reporte   |         | Árbitro(s): Marek Radina     | Árbitro(s): Marek Radina |

| 26 de marzo de 2024 | Ucrania                              | 3:0 (0:0) | Suiza | Estadio Ǵorče Petrov, Skopie |                              |
| 14:00 (CET)         | - Synchuk 63' - Ponomarenko 68', 78' | Reporte   |       | Árbitro(s): Granit Maqedonci | Árbitro(s): Granit Maqedonci |

| 26 de marzo de 2024 | Letonia        | 1:1 (0:0) | Macedonia del Norte | FFM Training Centre, Skopie |                       |
| 14:00 (CET)         | - Mezsargs 59' | Reporte   | - Danev 76'         | Árbitro(s): Ion Orlic       | Árbitro(s): Ion Orlic |